# 斯湯頓 (維吉尼亞州)
斯湯頓（英語：Staunton，/ˈstæntən/ STAN-tən）是美国弗吉尼亚州西北部的一個獨立城市，也是奧古斯塔郡的縣治，面積51.0平方公里。根據2020年美國人口普查，共有人口25,750人。第28任美国总统伍德罗·威尔逊生于此地。
該市成立於1908年1月16日，市名紀念弗吉尼亚殖民地總督夫人、第一代威廉·古奇男爵的妻子利貝卡·斯湯頓。